# Diospyros oppositifolia
Diospyros oppositifolia là một loài thực vật có hoa trong họ Thị. Loài này được Thwaites mô tả khoa học đầu tiên năm 1860.